# Miño de Medinaceli

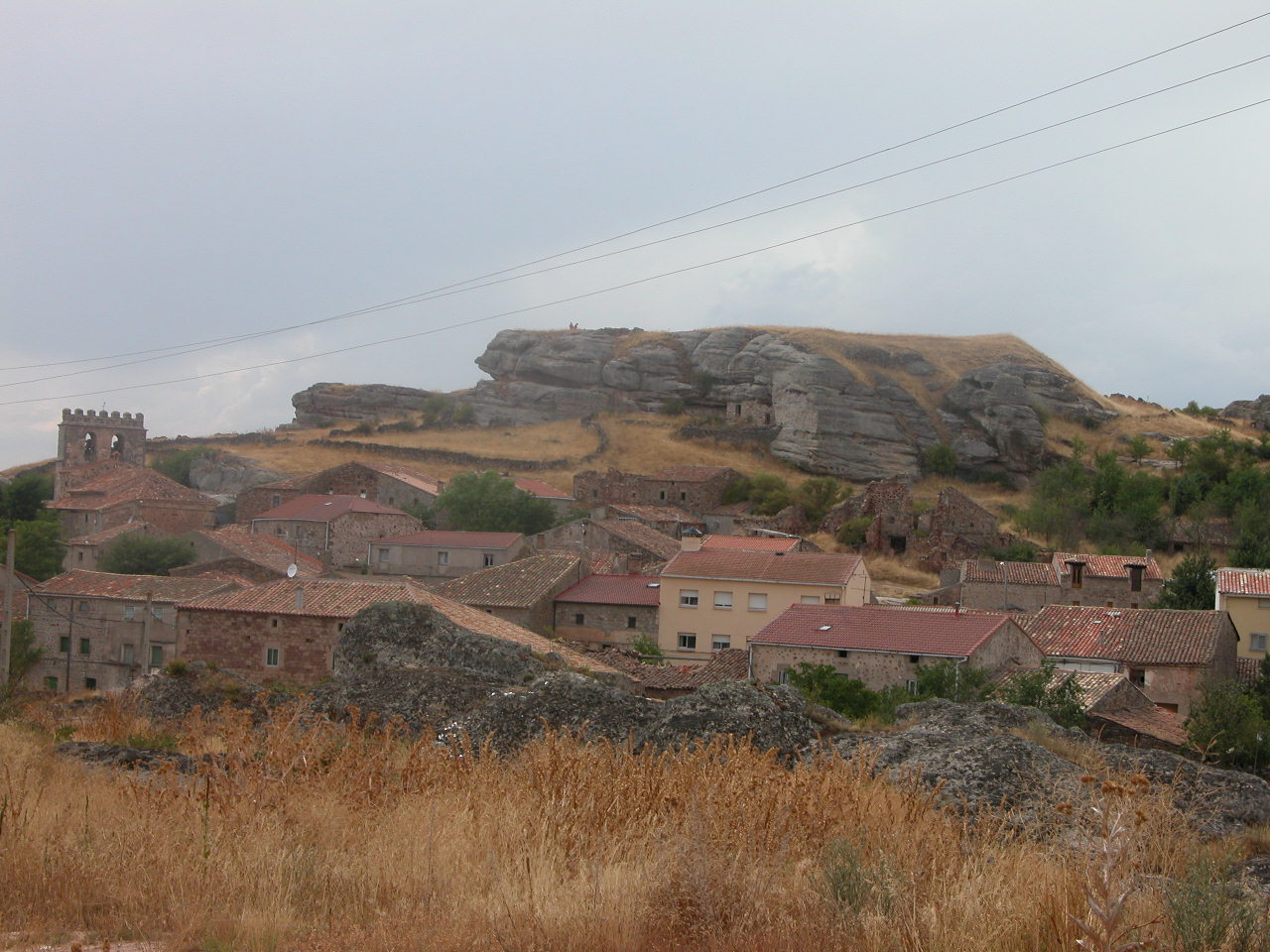

Miño de Medinaceli est une commune espagnole de la province de Soria en Castille-et-León.